# Koniec (album)
Koniec - album muzyczny Seweryna Krajewskiego sygnowany jako Czerwone Gitary, wydany w 1995 roku. Płyta ta zakończyła współpracę Krajewskiego z Czerwonymi Gitarami, inni muzycy tego zespołu nie wzięli udziału w jej nagraniu.

## Lista utworów
1. "Wakacyjne fotografie" (Seweryn Krajewski - Jacek Cygan) — 4:55
2. "Warto" (Seweryn Krajewski - Agnieszka Osiecka)  — 3:56
3. "Wszystkim, którzy o nas pamiętają" (Seweryn Krajewski - Agnieszka Osiecka — 4:15
4. "Na Antypody" (Seweryn Krajewski - Jacek Cygan) — 4:45
5. "Wolni" (Seweryn Krajewski - Jacek Cygan) — 5:51
6. "Nie jest źle" (Seweryn Krajewski - Ewa Dąbała, Marek Dagnan) — 5:15
7. "Odmienić los" (Seweryn Krajewski - Sebastian Krajewski) — 4:03
8. "Jeszcze zdążysz" (Seweryn Krajewski - Ludmiła Wolańska) — 5:40
9. "Zdradzonym i bezbronnym" (Seweryn Krajewski - Marek Dagnan) — 5:35
10. "Opus 1" (Seweryn Krajewski, utwór instrumentalny) — 0:47

## Twórcy
- Seweryn Krajewski - śpiew, gitara, keyboard, producent, aranżacje
- Józef B. Nowakowski - realizacja dźwięku

- Studio Nagrań - K Studio